# Ski or Die
Ski or Die är ett vintersport-datorspel från 1990 av Electronic Arts till Amiga, NES, MS-DOS och Commodore 64. Det består av fem minispel som kan spelas när som helst, eller efter varandra. Totalt kan sex spelare tävla mot varandra genom hotseat i fyra av minispelen, och semi-hotseat i 1 av dem (upp till två spelare på en gång).
Sporterna och aktiviteterna i spelet är halfpipe-snowboardåkning, gummidäcksåkning, freestyle-hopp, störtlopp och snöbollskrig.
DOS-versionen innehöll Roland MT-32, Adlib och beep music samt ljudeffekter som gick i 15 FPS.